# Neotheronia impressa
Neotheronia impressa là một loài tò vò trong họ Ichneumonidae.